# Anisozyga albimacula
Anisozyga albimacula är en fjärilsart som beskrevs av W. Warren 1897. Anisozyga albimacula ingår i släktet Anisozyga och familjen mätare. Inga underarter finns listade i Catalogue of Life.